# Echinochloa crus-galli
Il giavone (Echinochloa crus-galli (L.) P.Beauv.) è una pianta erbacea della famiglia delle Poacee.

## Descrizione
È una graminacea che può arrivare fino al metro e mezzo di altezza, con il culmo robusto liscio, piegato a ginocchio vicino alla base, poi eretto. Le foglie sono piane di colore verde-grigio, con una larghezza che va dai cinque a quindici millimetri, ruvide se sfregate verso il basso. La pannocchia, piramidale eretta o leggermente pendula, lunga fino a venti centimetri, è costituita da racemi alternati. Le guaine fogliari sono taglienti e prive di ligula. Le spighette, verdastre o violacee, sono munite di resta di lunghezza variabile anche nella stessa popolazione, essendo la specie estremamente polimorfa per quanto riguarda l'aspetto dell'infiorescenza.

## Distribuzione e habitat
Echinochloa crus-galli ha un areale che si estende dall'Europa all'Asia e all'Africa. In Italia è presente in tutta la penisola e nelle isole maggiori.
Infesta le risaie, e i prati stabili irrigui della pianura padano-veneta, soprattutto in estate dopo l’irrigazione per scorrimento.
Colpisce particolarmente anche i campi di barbabietola da zucchero.

## Tassonomia
Sono note le seguenti sottospecie:
- Echinochloa crus-galli subsp. crus-galli, sottospecie nominale
- Echinochloa crus-galli subsp. utilis (Ohwi & Yabuno) T.Koyama